# Житникова, Варвара Павловна
Варвара Павловна Житникова (Житник) (1 декабря 1917 — 14 декабря 1984) — передовик советского сельского хозяйства, звеньевая семеноводческого совхоза «Красная волна (совхоз)» Министерства совхозов СССР, Харьковской области, Герой Социалистического Труда (1948).

## Биография
Родилась в 1917 году на территории Харьковской области в крестьянской украинской семье.
Получила начальное образование. Во время Великой Отечественной войны находилась на оккупированной территории. В феврале 1943 года после освобождения от немецко-фашистских захватчиков участвовала в восстановлении хозяйства. Позже возглавляла полеводческое звено по выращиванию зерновых. В 1947 году получила урожай пшеницы 35,5 центнера с гектара на 20 гектарах посевной площади
Указом Президиума Верховного Совета СССР от 13 марта 1948 года за получение высоких результатов в сельском хозяйстве и рекордные показатели при уборке урожая Варваре Павловне Житниковой было присвоено звание Героя Социалистического Труда с вручением ордена Ленина и медали «Серп и Молот».
Продолжала и дальше трудиться в сельском хозяйстве, добивалась высоких производственных результатов.
Проживала в посёлке Червоная Хвыля (Красная Волна) Великобурлукского района Харьковской области. Умерла 14 декабря 1984 года.

## Награды
За трудовые успехи была удостоена:
- золотая звезда «Серп и Молот» (13.03.1948)
- орден Ленина (13.03.1948)
- медаль «В ознаменование 100-летия со дня рождения Владимира Ильича Ленина»
- другие медали.